# Selección de fútbol sub-17 de Yemen del Sur
La Selección de fútbol sub-17 de Yemen del Sur fue la selección que representó al país en el Mundial Sub-17  y en el Campeonato Sub-16 de la AFC; y era controlada por la Federación de Fútbol de Yemen del Sur.

## Historia
El equipo jugó su primer partido internacional el 15 de septiembre de 1984 ante Siria en la eliminatoria rumbo al Campeonato Sub-16 de la AFC de 1985, con victoria de 3-1 en Riad, Arabia Saudita.
Yemen del Sur clasificó a su primer y única vez a un torneo continental, pero fueron eliminados en la fase de grupos por Tailandia e Irak.
La selección al final desapareció en el torneo clasificatorio para el Campeonato Sub-16 de la AFC de 1988, donde no pudo superar la fase previa.

## Participaciones

### Mundial Sub-17
| Año               | Fase            | Posición        | PJ              | PG              | PE              | PP              | GF              | GC              |
| ----------------- | --------------- | --------------- | --------------- | --------------- | --------------- | --------------- | --------------- | --------------- |
| China 1985        | No se clasificó | No se clasificó | No se clasificó | No se clasificó | No se clasificó | No se clasificó | No se clasificó | No se clasificó |
| Canadá 1987       | No se clasificó | No se clasificó | No se clasificó | No se clasificó | No se clasificó | No se clasificó | No se clasificó | No se clasificó |
| Escocia 1989      | No se clasificó | No se clasificó | No se clasificó | No se clasificó | No se clasificó | No se clasificó | No se clasificó | No se clasificó |
| desde Italia 1991 | Véase Yemen     | Véase Yemen     | Véase Yemen     | Véase Yemen     | Véase Yemen     | Véase Yemen     | Véase Yemen     | Véase Yemen     |
| Total             | 0/3             | 0º              | 0               | 0               | 0               | 0               | 0               | 0               |

### Campeonato Sub-16 de la AFC
| AFC U-16 Championship | AFC U-16 Championship | AFC U-16 Championship | AFC U-16 Championship | AFC U-16 Championship | AFC U-16 Championship | AFC U-16 Championship | AFC U-16 Championship | AFC U-16 Championship |
| Año                   | Resultado             | J                     | G                     | E                     | P                     | GF                    | GC                    |                       |
| --------------------- | --------------------- | --------------------- | --------------------- | --------------------- | --------------------- | --------------------- | --------------------- | --------------------- |
| 1985                  | Fase de grupos        | 3                     | 0                     | 2                     | 1                     | 4                     | 5                     |                       |
| 1986                  | No clasificó          | No clasificó          | No clasificó          | No clasificó          | No clasificó          | No clasificó          | No clasificó          | No clasificó          |
| 1988                  | No clasificó          | No clasificó          | No clasificó          | No clasificó          | No clasificó          | No clasificó          | No clasificó          | No clasificó          |
| desde 1990            | Véase Yemen           | Véase Yemen           | Véase Yemen           | Véase Yemen           | Véase Yemen           | Véase Yemen           | Véase Yemen           | Véase Yemen           |
| Total                 | 1/3                   | 3                     | 0                     | 2                     | 1                     | 4                     | 5                     |                       |